# Bear River (Wyoming)
Bear River város az USA Wyoming államában, Uinta megyében. Lakosainak száma 522 fő (2020. április 1.).

## Népesség
A település népességének változása:

| 2010 | 518 |
| 2020 | 522 |